# Erfolgsethik
Der auf Max Scheler zurückgehende Ausdruck Erfolgsethik bezeichnet Theorien der normativen Beurteilung menschlichen Handelns, die sich nicht an der subjektiven Gesinnung, sondern dem Handlungserfolg orientieren. Scheler stellt diese Theoriefamilie in Gegensatz zu einer anderen, die er Gesinnungsethik nennt und u. a. an der deontologischen Ethik exemplifiziert sieht.

## Abgrenzungen
Bei der reinen Erfolgsethik (oft auch als konsequentialistische oder teleologische Ethik bezeichnet) wird Handeln ethisch danach beurteilt, wie die Konsequenzen der vollzogenen Handlung ausfallen. Ein Beispiel für diese Bewertungshaltung ist der Utilitarismus, bei welchem Handlungsalternativen über das Produkt aus der Wahrscheinlichkeit des Eintretens der Konsequenz und dem Nutzen der Konsequenz bewertet werden.

## Begriffsgeschichte
Der Begriff geht besonders auf Max Scheler (1913) zurück, der zwischen Gesinnungsethik und Erfolgsethik unterschied, ähnlich wie Max Weber 1919 zwischen Verantwortungsethik und Gesinnungsethik. Kurt Latte führte den Ausdruck „Erfolgsethik“ 1920 im Kontext antiker Ethik ein.

## Einwände
Kritisiert wird die Erfolgsethik, da sie von der Möglichkeit der Wahrheit von Beurteilungsalternativen ausgeht, die aber de facto dem Menschen nicht zur Verfügung stehen. Problematisch ist weiterhin, dass auch offenbar ungerechte oder unmenschliche Handlungen sich mit Hilfe der Erfolgsethik begründen lassen.